# Liste der Gebirge und Höhenzüge in Deutschland
Die Liste der Gebirge und Höhenzüge in Deutschland enthält eine Auswahl der Gebirge und Höhenzüge in Deutschland. Daneben enthält die Liste zu jedem aufgeführten Gebirge/Höhenzug den höchsten Berg darin auf deutschem Boden, dessen Höhe in Meter (m) über Normalhöhennull (NHN) sowie das Land, in dem er liegt. Wenn sich der Höhenzug über Deutschlands Grenzen hinweg erstreckt, können jenseits davon noch höhere Berge liegen, die sich nicht in folgender Tabelle befinden. Vereinzelt kann derselbe Berg bei verschiedenen Gebirgen/Höhenzügen stehen, ein Beispiel ist die Zugspitze, Deutschlands höchster Berg, die zu den Alpen, den Bayerischen Alpen, den Nördlichen Kalkalpen und zum Wettersteingebirge gehört.

## Erläuterungen zur Liste
Die Höhenzüge sind in alphabetischer Sortierung aufgeführt. Die Tabellenspalten können durch Klick auf die Pfeilsymbole bei den Spaltenüberschriften ab- oder aufsteigend sortiert werden.

### Reliefenergie
Die Reliefenergie (maximaler Höhenunterschied innerhalb eines bestimmten Umkreises) ist in der Liste auf Basis von Kreisflächen mit einem Durchmesser von 12,5 km ermittelt. Es gibt im deutschen Mittelgebirgsraum keine übliche Bezugsflächengröße für die Ermittlung der Reliefenergie. In den USA werden 10 Meilen (ca. 16 km) als Maßstab verwendet. Werte über 15 km würden in Deutschland manchen kleineren Höhenzug vollständig einschließen und die Werte größer werden lassen als für den jeweiligen Höhenzug typisch wäre. 10 Kilometer sind nicht ausreichend, da wenig profilierte Gebirge mit flachem Anstieg zu geringe Werte gegenüber steilhängigeren Bergländern erhalten würden; ein Durchmesser von 12,5 km jedoch wird den meisten Gebirgen gerecht.
Die Koordinaten zeigen an, wo sich der Tiefpunkt des maximalen Höhenunterschiedes auf 12,5 km befindet.

### Fläche
Da Reliefformen im Allgemeinen nicht trennscharf abgrenzbar sind, werden die Gebirge hier nur bestimmten Flächenklassen zugeordnet. Bei Grenzfällen (innerhalb 20 %) bis zur nächsten Stufe werden beide Kennziffern angegeben.
| Flächengröße    | Stufe |
| --------------- | ----- |
| 1 – 50 km²      | 1.    |
| 51 – 150 km²    | 2.    |
| 151 – 500 km²   | 3.    |
| 501 – 1500 km²  | 4.    |
| 1501 – 5000 km² | 5.    |
| Über 5000 km²   | 6.    |

## Liste
| Gebirge oder Höhenzug                   | Höchste Erhebung                             | Höhe (m) | Fläche in Stufen | Max. Reliefenergie                                              | Dominanz in km | Schartenhöhe in m | Land                                     |
| --------------------------------------- | -------------------------------------------- | -------- | ---------------- | --------------------------------------------------------------- | -------------- | ----------------- | ---------------------------------------- |
| Adelegg                                 | Ursersberg                                   | 1129     | 2                | 0499 m: Ursersberg →(N) Iller-Tal                               | 16             | 235               | Baden-Württemberg, Bayern                |
| Ahlsburg                                | Sackberg                                     | 0411,4   | 1                | 0308 m: Sackberg →(NO) Leine-Tal                                | 6              | 123               | Niedersachsen                            |
| Ahrgebirge                              | Aremberg                                     | 0623,8   | 3–4              | 0434,8 m: Aremberg →(NO) Ahrtal                                 | 13             | 113               | Nordrhein-Westfalen, Rheinland-Pfalz     |
| Allgäuer Alpen                          | Großer Krottenkopf (D: Hochfrottspitze 2649) | 2656     | 3                | 1854 m: Mädelegabel (2645 m) →(N) Stillach-Tal                  | 11             | 996               | Bayern                                   |
| Alpen                                   | Mont Blanc (D: Zugspitze 2962,06)            | 4808     | 6                | 4002 m: Mont Blanc →(NW) Arve-Tal                               | 2812           | 4696              | Bayern                                   |
| Altdorfer Wald                          | namenlos                                     | 0776,6   | 2                | 0363,6 m: (Koord.) →(SW) Schussen-Tal                           | 21             | 147               | Baden-Württemberg                        |
| Ammergauer Alpen                        | Kreuzspitze                                  | 2185     | 3–4              | 1464 m: Kreuzspitze →(O) Loisach-Tal                            | 10             | 1182              | Bayern                                   |
| Amtsberge                               | Belzer Berg                                  | 0392,2   | 1                | 0284,2 m: Belzer Berg →(O) Ilme-Tal                             | 4              | 102               | Niedersachsen                            |
| Ankumer Höhe                            | Trillenberg                                  | 0142     | 3                | 0113 m: Trillenberg →(NO) Hase-Tal                              | 19             | 88                | Niedersachsen                            |
| Arnsberger Wald                         | Plackweghöhe                                 | 0581,5   | 3–4              | 0369 m: Plackweghöhe →(W) Ruhr-Tal                              | 7              | 102               | Nordrhein-Westfalen                      |
| Asse                                    | Remlinger Herse                              | 0234     | 1                | 0161 m: Remlinger Herse →(NW) Oker-Tal                          | 9              | 126               | Niedersachsen                            |
| Atzenberger Höhe                        | namenlos                                     | 0706,5   | 1                | 0254,5 m: (Koord.) →(S) Schussen-Tal                            | 13             | 102               | Baden-Württemberg                        |
| Baumberge                               | Westerberg                                   | 0188,7   | 2–3              | 0130,7 m: Westerberg →(SO) Stever-Niederung                     | 43             | 129               | Nordrhein-Westfalen                      |
| Bayerischer Wald                        | Großer Arber                                 | 1455,5   | 6                | 1046 m: Großer Arber →(SW) Tal des Schw. Regen                  | 146            | 1027              | Bayern                                   |
| Beckumer Berge                          | Mackenberg                                   | 0174,4   | 2                | 0108,4 m: Mackenberg →(SW) Lippe-Niederung                      | 25             | 98                | Nordrhein-Westfalen                      |
| Berchtesgadener Alpen                   | Watzmann                                     | 2713     | 3                | 2196 m: Watzmann →(O) Berchtesgadener Ache-Tal                  | 15             | 939               | Bayern                                   |
| Binger Wald                             | Kandrich                                     | 0638,6   | 2                | 0569,6 m: Kandrich →(N) Mittelrheintal                          | 4              | 174               | Rheinland-Pfalz                          |
| Blankeneser Geest                       | Baursberg                                    | 091,6    | 1                | 091,6 m: Baursberg →(S) Elbe-Ästuar                             | 15             | 78                | Hamburg                                  |
| Bleicheröder Berge                      | Ziegenrück                                   | 0463,8   | 1                | 0259 m: Ziegenrück 463,8 →(NO) Helme-Tal                        | 5              | 107               | Thüringen                                |
| Böhrde                                  | Knickberg                                    | 084      | 1                | 057,5 m: Knickberg →(W) Niederung der Großen Aue                | 10             | 42                | Niedersachsen                            |
| Borkenberge                             | Fischberg                                    | 0133,3   | 1                | 0102,9 m: Fischberg →(SW) Lippe-Niederung                       | 7              | 66                | Nordrhein-Westfalen                      |
| Bramwald                                | Totenberg                                    | 0409,5   | 2                | 0306,5 m: Totenberg →(N) Weser-Tal                              | 6              | 143               | Niedersachsen                            |
| Brohmer Berge                           | namenlos, bei Matzdorf                       | 0153,1   | 2                | 0148,1 m: (Koord.) →(NO) Friedländer Große Wiese                | 13             | 62                | Mecklenburg-Vorpommern                   |
| Bückeberg                               | Bückeberg                                    | 0375     | 2                | 0326 m: Bückeberg →(W) Tal der Bückeburger Aue                  | 13             | 203               | Niedersachsen                            |
| Burgberg                                | Burgberg                                     | 0357,5   | 1                | 0286,7 m: Burgberg →(N) Weser-Tal                               | 5              | 137               | Niedersachsen                            |
| Burgwald                                | Knebelsrod                                   | 0443,1   | 3                | 0217,1 m: Knebelsrod →(S) Wohra-Tal                             | 5              | 47                | Hessen                                   |
| Calvörder Berge                         | Rabenberg                                    | 0145,7   | 1                | 098,9 m: Rabenberg →(O) Ohre-Niederung                          | 4              | 53                | Sachsen-Anhalt                           |
| Chiemgauer Alpen                        | Sonntagshorn                                 | 1961     | 4                | 1346 m: Geigelstein →(W) Inn-Tal                                | 8              | 1182              | Bayern                                   |
| Colbitz-Letzlinger Heide                | Zackelberg                                   | 0140,3   | 3–4              | 098,3 m: Zackelberg →(SO) Ohre-Niederung                        | 13             | 79                | Sachsen-Anhalt                           |
| Dammer Berge                            | Signalberg                                   | 0146     | 2                | 0119,5 m: Signalberg →(N) Niederung Harpendorfer Mühlenb.       | 17             | 102               | Niedersachsen                            |
| Deister                                 | Bröhn                                        | 0405,0   | 2                | 0354 m: Bröhn →(N) Tal der Südaue                               | 11             | 264               | Niedersachsen                            |
| Die Berge                               | Tannenbültenberg                             | 0107,4   | 1                | 069,4 m: Tannenbültenberg 103,9 →(W) Niederung der Bocholter Aa | 6              | 32                | Nordrhein-Westfalen                      |
| Die Haard                               | Stimberg                                     | 0156,9   | 1–2              | 0125,9 m: Stimberg →(NW) Lippe-Niederung                        | 23             | 93                | Nordrhein-Westfalen                      |
| Dinkelberg                              | Hohe Flum                                    | 0536,4   | 2–3              | 0282,2 m: Hohe Flum →(SW) Hochrhein-Tal                         | 4              | 80                | Baden-Württemberg                        |
| Dithmarscher Schweiz                    | Karghoede                                    | 078,5    | 1                | 079,5 m: Karghoede →(SW) Nordermiele-Niederung                  | 30             | 70                | Schleswig-Holstein                       |
| Dollberge                               | Friedrichskopf                               | 0707,5   | 1                | 0394,5 m: Friedrichskopf →(O) Nahe-Tal                          | 3              | 99                | Rheinland-Pfalz, Saarland                |
| Dransfelder Stadtwald                   | Hoher Hagen                                  | 0492,5   | 1                | 0383,5 m: Hoher Hagen →(NW) Weser-Tal                           | 13             | 252               | Niedersachsen                            |
| Drawehn                                 | Hoher Mechtin                                | 0142     | 3                | 0129 m: Hoher Mechtin →(NO) Jeetzel-Niederung                   | 61             | 73                | Niedersachsen                            |
| Dübener Heide                           | Thielenhaide                                 | 0190     | 4                | 0127,5 m: Thielenhaide →(N) Elbe-Niederung                      | 34             | 90                | Sachsen-Anhalt                           |
| Duinger Berg                            | Babenstein                                   | 0332,5   | 1-2              | 0259,5 m: Babenstein →(N) Leine-Tal                             | 4              | 120               | Niedersachsen                            |
| Dün                                     | Kuppe im Keulaer Wald                        | 0522,3   | 3                | 0299,9 m: Kuppe im Keulaer Wald →(NO) Wipper-Tal                | 13             | 123               | Thüringen                                |
| Duvenstedter Berge                      | Tegelkate                                    | 071,9    | 1                | 071,9 m: Tegelkate →(W) Niederung der Neuen Sorge               | 5              | 52                | Schleswig-Holstein                       |
| Ebbegebirge                             | Nordhelle                                    | 0663,3   | 3                | 0488,3 m: Nordhelle →(N) Lenne-Tal                              | 28             | 268               | Nordrhein-Westfalen                      |
| Eggegebirge                             | Preußische Velmerstot                        | 0464     | 3                | 0340 m: Preußische Velmerstot →(NO) Emmer-Tal                   | 26             | 116               | Nordrhein-Westfalen                      |
| Eifel                                   | Hohe Acht                                    | 0746,9   | 6                | 0571,4 m: Hohe Acht →(N) Ahrtal                                 | 63             | 530               | Rheinland-Pfalz                          |
| Elbsandsteingebirge, ostelbischer Teil  | Großer Winterberg                            | 0556     | 3–4              | 0440,9 m: Großer Winterberg →(W) Elbtal                         | 9              | 245               | Sachsen                                  |
| Elbsandsteingebirge, westelbischer Teil | Děčínský Sněžník (D: Gr. Zschirnstein 561,7) | 0723,5   | 3                | 0605,9 m: Děčínský Sněžník →(NO) Elbtal                         | 11             | 153               | Sachsen                                  |
| Elfas                                   | Helleberg                                    | 0410,5   | 1                | 0320,5 m: Helleberg →(NO) Leine-Tal                             | 10             | 158               | Niedersachsen                            |
| Ellenser Wald                           | Scharfenberg                                 | 0343     | 1                | 0239 m: Scharfenberg →(O) Ilme-Tal                              | 3              | 124               | Niedersachsen                            |
| Ellwanger Berge                         | Hohenberg                                    | 0570,4   | 2-3              | 0220,5 m: Schönberg (569,5 m) →(SW) Kocher-Tal                  | 11             | 96                | Baden-Württemberg                        |
| Elm                                     | Eilumer Horn                                 | 0323,3   | 2                | 0247,8 m: Eilumer Horn →(W) Wabe-Niederung                      | 35             | 237               | Niedersachsen                            |
| Elstergebirge                           | Kapellenberg                                 | 0758,7   | 4                | 0336,5 m: Kapellenberg →(SO) Eger-Tal                           | 15             | 129               | Sachsen                                  |
| Erzgebirge                              | Klínovec/Keilberg (D: Fichtelberg 1214,8)    | 1243,7   | 6                | 0946 m: Klínovec →(SO) Eger-Tal                                 | 131            | 764               | Sachsen                                  |
| Estergebirge                            | Krottenkopf                                  | 2086     | 2                | 1466 m: Krottenkopf →(N) Loisach-Tal                            | 12             | 1156              | Bayern                                   |
| Ettersberg                              | Großer Ettersberg                            | 0478,3   | 1                | 0327,3 m: Großer Ettersberg →(NW) Gramme-Niederung              | 16             | 198               | Thüringen                                |
| Fahnersche Höhe                         | Abtsberg                                     | 0413,0   | 1                | 0263 m: Abtsberg →(NO) Unstrut-Tal                              | 12             | 118               | Thüringen                                |
| Falkenberg-Endmoräne                    | Falkenberg                                   | 0150     | 2                | 0114 m: Falkenberg →(W) Böhme-Tal                               | 35             | 78                | Niedersachsen                            |
| Feldberger Seenlandschaft               | Vogelkirsche                                 | 0166,6   | 2–3              | 0107,1 m: Vogelkirsche →(NW) Linde-Niederung                    | 15             | 52                | Mecklenburg-Vorpommern                   |
| Fichtelgebirge                          | Schneeberg                                   | 1051     | 4–5              | 0665 m: Ochsenkopf →(W) Wiesenbachlein                          | 89             | 474               | Bayern                                   |
| Finne                                   | Steinberg                                    | 0359,4   | 2-3              | 0246,2 m: Steinberg →(O) Unstrut-Tal                            | 3              | 11                | Sachsen-Anhalt, Thüringen                |
| Fläming                                 | Hagelberg                                    | 0200,24  | 5                | 0152 m: Hagelberg →(O) Unbekannt                                | 71             | 112               | Brandenburg                              |
| Flechtinger Höhenzug                    | namenlos                                     | 0180     | 3                | 0107 m: (Koord.) →(SO) Beber-Tal                                | 8              | 48                | Sachsen-Anhalt                           |
| Frankenhöhe                             | Hornberg                                     | 0554,0   | 4                | 0234 m: Sandberg →(N) Aisch-Tal                                 | 28             | 82                | Bayern                                   |
| Frankenwald                             | Döbraberg                                    | 0794,6   | 4                | 0416 m: Geuserberg→(W) Regnitz-Tal                              | 22             | 188               | Bayern, Thüringen                        |
| Freisener Höhe                          | Trautzberg                                   | 0604,1   | 1                | 0407,1 m: Trautzberg →(O) Erdesbacher Tal                       | 14             | 150               | Saarland, Rheinland-Pfalz                |
| Frickenhofer Höhe                       | Hohentannen                                  | 0565,4   | 2–3              | 0256,4 m: Hohentannen →(N) Kocher-Tal                           | 5              | 66                | Baden-Württemberg                        |
| Gattergebirge                           | namenlos                                     | 0618     | 1–2              | 0215 m: Unbekannt →(O) Inn-Tal                                  | 6              | 51                | Bayern                                   |
| Geesthachter Elbhöhen                   | Haferberg                                    | 095,1    | 1–2              | 095,1 m: Haferberg →(W) Niederelbe                              | 21             | 55                | Schleswig-Holstein                       |
| Gehrenberg                              | Stadtbühl                                    | 0751,9   | 1                | 0459 m: Stadtbühl →(S) Bodensee                                 | 7              | 247               | Baden-Württemberg                        |
| Giesener Berge                          | Lerchenberg                                  | 0242,5   | 1                | 0182 m: Lerchenberg →(N) Leine-Tal                              | 2              | 70                | Niedersachsen                            |
| Gladenbacher Bergland                   | Angelburg                                    | 0609,4   | 4                | 0397,4 m: Angelburg →(SW) Dill-Tal                              | 12             | 184               | Hessen                                   |
| Gleichberge                             | Großer Gleichberg                            | 0679,0   | 1                | 0406,3 m: Großer Gleichberg →(SW) Weißbachniederung             | 20             | 276               | Thüringen                                |
| Gobert                                  | Hohestein                                    | 0569,0   | 1                | 0432 m: Hohestein →(NW) Werra-Tal                               | 12             | 283               | Hessen, Thüringen                        |
| Göttinger Wald                          | Mackenröder Spitze                           | 0427,5   | 1                | 0296 m: Mackenröder Spitze →(NW) Leine-Tal                      | 8              | 189               | Niedersachsen                            |
| Gramschatzer Wald                       | Sternberg                                    | 0374     | 1-2              | 0217 m: Sternberg →(N) Main-Tal                                 | 5              | 36                | Bayern                                   |
| Granitz                                 | Tempelberg                                   | 0107     | 1                | 0107 m: Tempelberg →(fast allseits) Ostsee                      | 15             | 106               | Mecklenburg-Vorpommern                   |
| Granziner Heidberge                     | Granziner Heidberg                           | 0102,8   | 1–2              | 096,1 m: Granziner Heidberg →(SW) Elbe                          | 26             | 71                | Mecklenburg-Vorpommern                   |
| Grödener Berge                          | Heidehöhe                                    | 0201,4   | 1                | 0114 m: Heidehöhe →(NW) Niederung der Schwarzen Elster          | 10             | 59                | Brandenburg                              |
| Großer Fallstein                        | Hoher Fallstein                              | 0287,3   | 1–2              | 0205,3 m: Hoher Fallstein →(NO) Großes Bruch                    | 14             | 149               | Sachsen-Anhalt                           |
| Großer Heuberg                          | Lemberg                                      | 1015,7   | 4                | 0512,3 m: Lemberg →(NW) Neckar-Tal                              | 36             | 309               | Baden-Württemberg                        |
| Haarstrang                              | Spitze Warte                                 | 0391,4   | 3                | 0293,9 m: Spitze Warte →(N) Püppelsche-Tal                      | 4              | 38                | Nordrhein-Westfalen                      |
| Habichtswälder Bergland                 | Hohes Gras                                   | 0614,8   | 3                | 0480,3 m: Hohes Gras →(O) Fulda bei Kassel                      | 29             | 298               | Hessen                                   |
| Hahnenkamm                              | Dürrenberg                                   | 0656,4   | 2                | 0244 m: Dürrenberg →(N) Altmühlsee                              | 18             | 203               | Bayern                                   |
| Hainberg                                | Kalter Buschkopf                             | 0299     | 1                | 0211 m: Kalter Buschkopf →(NW) Innerste-Tal                     | 6              | 123               | Niedersachsen                            |
| Hainich                                 | Alter Berg                                   | 0493,9   | 2-3              | 0313,8 m: Alter Berg →(W) Werra-Tal                             | 16             | 59                | Thüringen                                |
| Hainleite                               | Wettenburg                                   | 0463,2   | 3                | 0298,6 m: Wettenburg →(NO) Helme-Niederung bei Heringen         | 9              | 41                | Thüringen                                |
| Hakel                                   | Domburg                                      | 0244,5   | 2                | 0177,5 m: Domburg →(NO) Ehle-Tal                                | 18             | 129               | Sachsen-Anhalt                           |
| Hamberger Höhe (Grevesmühlen)           | Heideberg                                    | 0112,8   | 1                | 0112,8 m: Heideberg →(N) Wohlenberger Wiek (Ostsee)             | 34             | 75                | Mecklenburg-Vorpommern                   |
| Harburger Berge                         | Hülsenberg                                   | 0154,9   | 2                | 0154,9 m: Hülsenberg →(N) Elbe-Tal                              | 27             | 99                | Niedersachsen, Hamburg                   |
| Harlyberg                               | Harlyberg                                    | 0255,9   | 1                | 0174,9 m: Harlyberg →(N) Oker-Tal                               | 4              | 92                | Niedersachsen                            |
| Harplage                                | namenlos                                     | 0290,1   | 1                | 0196,1 m: (Koord.) →(N) Nette-Tal                               | 3              | 78                | Niedersachsen                            |
| Harrl                                   | Harrlberg                                    | 0213     | 1                | 0177 m: Harrlberg →(NW) Weser-Tal                               | 3              | 120               | Niedersachsen                            |
| Harz                                    | Brocken                                      | 1141,2   | 5                | 0949,6 m: Brocken →(NO) Ilse-Tal                                | 224            | 855               | Niedersachsen, Sachsen-Anhalt, Thüringen |
| Haßberge                                | Nassacher Höhe                               | 0512,2   | 3                | 0275 m: Bramberg →(S) Main-Tal                                  | 22             | 188               | Bayern                                   |
| Heber                                   | Mechtshäuser Berg                            | 0313,5   | 1–2              | 0213,5 m: Mechtshäuser Berg →(W) Leine-Tal                      | 7              | 122               | Niedersachsen                            |
| Heidberge (Teterow)                     | namenlos                                     | 0101,5   | 1                | 0100,5 m: (Koord.) →(O) Teterower Peene                         | 11             | 54                | Mecklenburg-Vorpommern                   |
| Heiligenberg                            | Acheck                                       | 0815     | 1                | 0414 m: (Koord.) →(SW) Bodensee-Tal                             | 2,4            | 123               | Baden-Württemberg                        |
| Heilinger Höhen                         | Steinberg                                    | 0367,8   | 1–2              | 0198,6 m: Steinberg →(S) Unstrut-Tal                            | 10             | 95                | Thüringen                                |
| Heisterberge                            | namenlos                                     | 089      | 1                | 066,5 m: (Koord.) →(O) Weser-Tal                                | 20             | 50                | Niedersachsen                            |
| Helgoländer Oberland                    | Pinneberg                                    | 061,3    | 1                | 061,3 m: Pinneberg →(allseits) Nordsee                          | 89             | 61                | Schleswig-Holstein                       |
| Hellberge                               | Langer Berg                                  | 0160,0   | 1–2              | 0131,7 m: Langer Berg →(NO) Milde-Niederung                     | 34             | 94                | Sachsen-Anhalt                           |
| Helpter Berge                           | Helpter Berg                                 | 0179,2   | 1                | 0144,2 m: Helpter Berg →(N) Brohmer Mühlenbach                  | 125            | 139               | Mecklenburg-Vorpommern                   |
| Hesselbacher Waldland                   | Lange Heide                                  | 0421     | 3                | 0217 m: Lange Heide →(SW) Main in Schweinfurt                   | 13             | 78                | Bayern                                   |
| Hemberg                                 | Hundskopf                                    | 0470,6   | 1                | 0286,6 m: Hundskopf →(NO) Schwalm bei Bad Zwesten               | 3              | 124               | Hessen                                   |
| Hessisches Kegelspiel                   | Soisberg                                     | 0629,9   | 2                | 0421,9 m: Soisberg →(W) Haune-Tal                               | 10             | 267               | Hessen                                   |
| Heuchelberg                             | namenlos                                     | 0353     | 1–2              | 0197 m: namenlos →(O) Neckar-Tal                                | 20             | 50                | Baden-Württemberg                        |
| Hildesheimer Wald                       | Griesberg                                    | 0358,9   | 2                | 0274,9 m: Griesberg →(N) Leine-Tal                              | 10             | 178               | Niedersachsen                            |
| Hils                                    | Bloße Zelle                                  | 0480,4   | 2                | 0409,1 m: Bloße Zelle →(NW) Weser-Tal                           | 18             | 238               | Niedersachsen                            |
| Hirschberge                             | unbenannt                                    | 0135     | 2                | 0116 m: (Koord.) →(NO) Oder-Tal                                 | 22             | 87                | Brandenburg                              |
| Hochgeländ                              | Oberer Scharben                              | 0678,2   | 1                | 0149,2 m: Oberer Scharben →(N) Riß-Tal                          | 5              | 75                | Baden-Württemberg                        |
| Höchsten                                | Höchsten                                     | 0842,6   | 1                | 0417 m: Höchsten →(SW) Niederung der Hinteren Aach              | 42             | 206               | Baden-Württemberg                        |
| Höckeberg-Moränen                       | Höckeberg                                    | 082,1    | 1                | 082,1 m: Höckeberg →(NW) Flensburger Förde                      | 35             | 46                | Schleswig-Holstein                       |
| Högl                                    | namenlos                                     | 0827     | 1                | 0432 m: (Koord.) →(N) Salzach-Tal                               | 4              | 291               | Bayern                                   |
| Höheberg                                | Junkerkuppe                                  | 0510,7   | 1                | 0376 m: Junkernkuppe →(W) Witzenhausen                          | 12             | 233               | Thüringen, Hessen                        |
| Hohe Mark                               | Waldbeerenberg                               | 0145,9   | 1–2              | 0117,9 m: Waldbeerenberg →(SW) Lippe-Niederung                  | 15             | 84                | Nordrhein-Westfalen                      |
| Hoher Habichtswald                      | Hohes Gras                                   | 0614,8   | 1–2              | 0480,3 m: Hohes Gras →(O) Fulda bei Kassel                      | 29             | 299               | Hessen                                   |
| Hoher Klint                             | Hoher Klint                                  | 092,5    | 1                | 082,5 m: Hoher Klint →(W) Hardebek-Brokenlander Au              | 29             | 58                | Schleswig-Holstein                       |
| Hoher Meißner                           | Kasseler Kuppe                               | 0753,6   | 1–2              | 0619,6 m: Kasseler Kuppe →(N) Werra bei Unterrieden             | 58             | 427               | Hessen                                   |
| Hohe Schrecke                           | Wetzelshain                                  | 0370,1   | 1–2              | 0257,1 m: Wetzelshain →(NO) Unstrut-Tal                         | 4              | 49                | Thüringen                                |
| Höheberg                                | Junkerkuppe                                  | 0510,7   | 1                | 0383,2 m: Junkerkuppe →(W) Werra-Tal                            | 9              | 200               | Thüringen                                |
| Holsteinische Schweiz                   | Bungsberg                                    | 0167,4   | 2                | 0167,4 m: Bungsberg →(SO) Neustädter Binnenwasser (Ostsee)      | 127            | 154               | Schleswig-Holstein                       |
| Holzberg                                | Holzberg                                     | 0444,5   | 1                | 0362,5 m: Holzberg →(W) Weser-Tal                               | 5              | 155               | Niedersachsen                            |
| Homburgwald                             | namenlos                                     | 0408     | 1                | 0334 m: (Koord.) →(NW) Weser-Tal                                | 5              | 137               | Niedersachsen                            |
| Hörselberge                             | Großer Hörselberg                            | 0484,2   | 1                | 0277,1 m: Großer Hörselberg →(W) Hörsel-Tal                     | 6              | 191               | Thüringen                                |
| Hube                                    | Fuchshöhlenberg                              | 0346,2   | 1                | 0253,7 m: Fuchshöhlenberg →(N) Leine-Tal                        | 5              | 114               | Niedersachsen                            |
| Hüggel                                  | Hüggel                                       | 0228     | 1                | 0176 m: Hüggel →(N) Hase-Tal                                    | 4              | 108               | Niedersachsen                            |
| Hümmling                                | Windberg                                     | 073      | 3                | 064,5 m: Windberg →(NW) Dever-Niederung                         | 29             | 41                | Niedersachsen                            |
| Hunsrück                                | Erbeskopf                                    | 0816,32  | 5                | 0627,32 m: Erbeskopf →(NW) Dhron-Tal                            | 113            | 572               | Rheinland-Pfalz                          |
| Hüttener Berge                          | Scheelsberg                                  | 0105,8   | 1                | 0105,8 m: Scheelsberg →(NW) Schlei (Ostsee)                     | 58             | 87                | Schleswig-Holstein                       |
| Huy                                     | Buchenberg                                   | 0314,8   | 1–2              | 0234,8 m: Buchenberg →(NO) Großes Bruch                         | 14             | 137               | Sachsen-Anhalt                           |
| Idarwald                                | An den zwei Steinen                          | 0766,2   | 2                | 0542,2 m: An den zwei Steinen →(NW) Tiefenbach-Tal              | 14             | 110               | Rheinland-Pfalz                          |
| Ihlenberg                               | Bockholzberg                                 | 083,6    | 1–2              | 083,6 m: Bockholzberg →(N) Dassower See (Ostsee)                | 17             | 66                | Mecklenburg-Vorpommern                   |
| Ith                                     | Lauensteiner Kopf                            | 0439     | 1-2              | 0377 m: Krüllbrink →(W) Weser-Tal                               | 7              | 111               | Niedersachsen                            |
| Itz-Baunach-Hügelland                   | Büchelberg                                   | 0467,0   | 4                | 0236 m: Büchelberg →(S) Main-Tal                                | 6              | 120               | Bayern                                   |
| Itzehoer Stauchmoräne                   | (Waldfriedhof)                               | 070,5    | 1–2              | 069 m: Waldfriedhof →(SW) Stör-Niederung                        | 16             | 55                | Schleswig-Holstein                       |
| Kaiserstuhl                             | Totenkopf                                    | 0556,8   | 2                | 0384,6 m: Totenkopf →(NW) Oberrhein-Tal                         | 18             | 364               | Baden-Württemberg                        |
| Karwendel                               | Östliche Karwendelspitze                     | 2538     | 3                | 1700 m: Östliche Karwendelspitze →(N) Isar-Tal                  | 3              | 743               | Bayern                                   |
| Kaufunger Wald                          | Bilstein                                     | 0641,2   | 2–3              | 0514,2 m: Bilstein →(N) Werra bei Hedemünden                    | 5              | 190               | Hessen                                   |
| Kellenberg                              | Kellenberg                                   | 077      | 1                | 049 m: Kellenberg →(N) Hunte-Tal                                | 19             | 39                | Niedersachsen                            |
| Kellerwald                              | Wüstegarten                                  | 0675,3   | 3–4              | 0498 m: Wüstegarten →(O) Borkener See                           | 36             | 329               | Hessen                                   |
| Kiffing                                 | Heidelberg                                   | 0402     | 1                | 0299 m: Heidelberg →(NW) Weser-Tal                              | 4              | 154               | Hessen                                   |
| Kisdorfer Wohld                         | Rathkrügen                                   | 090,5    | 1–2              | 081 m: Rathkrügen 90,5 →(NW) Niederung der Schmalfelder Au      | 33             | 63                | Schleswig-Holstein                       |
| Kleiner Deister                         | Wolfsköpfe                                   | 0345,7   | 1                | 0277 m: Wolfsköpfe →(O) Leine-Tal                               | 1,2            | 78                | Niedersachsen                            |
| Kleiner Odenwald                        | Königstuhl                                   | 0570,3   | 2–3              | 0465,8 m: Königstuhl →(NW) Neckar-Tal                           | 14             | 372               | Baden-Württemberg                        |
| Kleiner Thüringer Wald                  | Schneeberg                                   | 0692,4   | 2                | 0389,1 m: Schneeberg →(W) Werra-Tal                             | 6              | 110               | Thüringen                                |
| Knüllgebirge                            | Eisenberg                                    | 0635,5   | 3                | 0444,8 m: Knüllköpfchen (633,8 m) →(N) Efze-Tal                 | 33             | 274               | Hessen                                   |
| Kondelwald                              | Reudelheck                                   | 0477,5   | 1–2              | 0392 m: Reudelheck →(O) Moseltal                                | 15             | 105               | Rheinland-Pfalz                          |
| Königshainer Berge                      | Kämpferberge                                 | 0415,5   | 1–2              | 0265,5 m: Kämpferberge →(NW) Talsperre Quitzdorf                | 9              | 150               | Sachsen                                  |
| Kühlung                                 | Diedrichshagener Berg                        | 0129,8   | 1–2              | 0129,8 m: Diedrichshagener Berg →(NO) Ostsee                    | 27             | 74                | Mecklenburg-Vorpommern                   |
| Külf                                    | namenlos                                     | 0260     | 1                | 0189 m: (Koord.) →(N) Leine-Tal                                 | 3              | 102               | Niedersachsen                            |
| Kyffhäuser                              | Kulpenberg                                   | 0473,6   | 2                | 0352,3 m: Kulpenberg →(O) Solgraben-Niederung                   | 14             | 225               | Thüringen                                |
| Lahnberge                               | Ortenberg                                    | 0380     | 1                | 0211 m: Ortenberg →(S) Lahn bei Niederwalgern                   | 9              | 151               | Hessen                                   |
| Landrücken                              | Frauenstein                                  | 0595,6   | 1-2              | 0391,6 m: Frauenstein →(W) Kinzig bei Schlüchtern               | 17             | 97                | Hessen                                   |
| Lange Berge                             | Buchberg                                     | 0527,2   | 1                | 0237 m Buchberg →(W) Rodach-Tal                                 | 3              | 75                | Bayern                                   |
| Langer Berg                             | Hohe Burg                                    | 0147,4   | 1                | 0147,1 m: Hohe Burg →(O) Warnow-Tal                             | 61             | 107               | Mecklenburg-Vorpommern                   |
| Lausitzer Bergland                      | Valtenberg                                   | 0586,6   | 2–3              | 0398,6 m: Valtenberg →(N) Nedaschützer Skala                    | 12             | 197               | Sachsen                                  |
| Lappwald/Hohes Holz                     | Heidberg                                     | 0211,1   | 2–3              | 0135,2 m: Edelberg (208,2 m) →(SO) Bode-Tal                     | 19             | 72                | Sachsen-Anhalt                           |
| Lattengebirge                           | Karkopf                                      | 1738     | 1                | 1307 m: Karkopf →(N) Saalbach-Tal                               | 6              | 846               | Bayern                                   |
| Lennegebirge                            | Homert                                       | 0656,2   | 3                | 0437,2 m: Homert →(W) Lenne-Tal                                 | 14             | 188               | Nordrhein-Westfalen                      |
| Lichtenberge                            | Adlershorst                                  | 0254,2   | 1                | 0179,7 m: Adlershorst →(N) Fuhse-Tal                            | 3              | 66                | Niedersachsen                            |
| Limpurger Berge                         | Altenberg                                    | 0564,7   | 2-3              | 0273 m: Teufelskanzel (512 m) →(NW) Kocher-Tal                  | 9              | 117               | Baden-Württemberg                        |
| Lingener Höhe                           | Windmühlenberg                               | 091,5    | 1–2              | 073,5 m: Windmühlenberg →(N) Hase-Niederung                     | 15             | 53                | Niedersachsen                            |
| Lipper Bergland                         | Köterberg                                    | 0495,8   | 1                | 0418,8 m: Köterberg →(NO) Weser-Tal                             | 17             | 285               | Niedersachsen, Nordrhein-Westfalen       |
| Lohberge                                | Brunsberg                                    | 0129     | 1–2              | 0116 m: Brunsberg →(NO) Seeve-Tal                               | 10             | 58                | Niedersachsen                            |
| Löwensteiner Berge                      | Raitelberg                                   | 0561,1   | 2                | 0385,1 m: Raitelberg →(NW) Sulm-Tal                             | 1              | 58                | Baden-Württemberg                        |
| Lüneburger Heide                        | Wilseder Berg                                | 0169,2   | 6                | 0154,9 m: Hülsenberg (154,9 m) →(N) Elbe-Tal                    | 95             | 111               | Niedersachsen                            |
| Lüßplateau                              | namenlos                                     | 0137     | 4                | 0100,5 m: (Koord.) →(NO) Gerdau-Tal                             | 36             | 65                | Niedersachsen                            |
| Lütjenburger Stauchmoräne               | Strezerberg                                  | 0130,0   | 1                | 0130 m: Strezerberg →(O) Großer Binnensee (Ostsee)              | 14             | 103               | Schleswig-Holstein                       |
| Lützelsoon                              | Womrather Höhe                               | 0599,1   | 1                | 0443,6 m: Womrather Höhe →(SO) Nahe-Tal                         | 7              | 192               | Rheinland-Pfalz                          |
| Mainhardter Wald                        | Hohe Brach                                   | 0586,9   | 3                | 0386,6 m: Steinberg (566,6 m) →(NW) Sulm-Tal                    | 35             | 159               | Baden-Württemberg                        |
| Maindreieck                             | Breitfeldhöhe                                | 0387     | 3                | 0230 m: Breitfeldhöhe →(W) Main-Tal                             | 20             | 159               | Bayern                                   |
| Marburger Rücken                        | Vogelheerd                                   | 0369,8   | 1                | 0199 m: Vogelheerd →(S) Niederweimar                            | 4              | 98                | Hessen                                   |
| Märkische Schweiz                       | Semmelberg                                   | 0157,6   | 3                | 0156,3 m: Semmelberg →(N) Niederoderbruch                       | 33             | 113               | Brandenburg                              |
| Marktheidenfelder Platte                | Scheinsberg                                  | 0392     | 4                | 0248 m: Rainberg →(W) Main-Tal                                  | 19             | 251               | Bayern                                   |
| Mecklenburgische Schweiz                | Hardtberg                                    | 0124,5   | 2–3              | 0124 m: Hardtberg →(O) Kummerower See                           | 21             | 78                | Mecklenburg-Vorpommern                   |
| Meller Berge                            | Meller Berg                                  | 0219     | 1                | 0154 m: Meller Berg →(O) Else-Tal                               | 2              | 59                | Niedersachsen                            |
| Mittelvogtländisches Kuppenland         | Rosenbühl                                    | 0653,3   | 3                | 0298,3 m: Rosenbühl →(NW) Talsperre Burgkhammer                 | 14             | 107               | Sachsen, Thüringen                       |
| Montabaurer Höhe                        | Alarmstange                                  | 0545,2   | 2                | 0488,2 m: Alarmstange →(W) Neuwieder Becken                     | 29             | 252               | Rheinland-Pfalz                          |
| Moselberge                              | Hüttenberg                                   | 0434,1   | 2–3              | 0334,1 m: Hüttenberg →(NO) Moseltal                             | 5              | 243               | Rheinland-Pfalz                          |
| Müggelberge                             | Großer Müggelberg                            | 0115,4   | 1                | 083,2 m: Großer Müggelberg →(NW) Spree in Berlin                | 27             | 83                | Berlin                                   |
| Murrhardter Wald                        | Hohenstein                                   | 0572,7   | 2                | 0347,7 m: Hohenstein →(W) Murr-Tal                              | 9              | 63                | Baden-Württemberg                        |
| Muskauer Faltenbogen                    | Hoher Berg                                   | 0183,7   | 2                | 0107,7 m: Hoher Berg →(N) Tranitz-Niederung                     | 34             | 54                | Brandenburg, Sachsen                     |
| Nesselberg                              | Grasberg                                     | 0378,2   | 1                | 0307,2 m: Grasberg →(O) Haller-Tal                              | 5              | 165               | Niedersachsen                            |
| Niederer Fläming                        | Golmberg                                     | 0178,3   | 1                | 0135,3 m: Golmberg →(NW) Hammerfließ-Niederung                  | 47             | 92                | Berlin                                   |
| Nördlicher Schwarzwald                  | Hornisgrinde                                 | 1164,4   | 4                | 1035 m: Hornisgrinde →(NW) Laufbach-Niederung                   | 54             | 512               | Baden-Württemberg                        |
| Nordpfälzer Bergland                    | Donnersberg                                  | 0686,5   | 4                | 0532,5 m: Donnersberg →(NW) Pfrimm-Tal                          | 55             | 417               | Rheinland-Pfalz                          |
| Nordwestlausitzer Bergland              | Hochstein                                    | 0448,9   | 2                | 0300,6 m: Hochstein →(N) Tal der Schwarzen Elster               | 16             | 154               | Brandenburg, Sachsen                     |
| Oberes Eichsfeld                        | Auf dem Rohde                                | 0520,8   | 2                | 0380,2 m: Auf dem Rohde →(W) Werra-Tal                          | 4              | 151               | Thüringen                                |
| Oberpfälzer Wald                        | Kreuzfelsen                                  | 0938     | 5                | 0569 m: Kreuzfelsen →(S) Chamb-Tal                              | 19             | 549               | Bayern                                   |
| Odenwald                                | Katzenbuckel                                 | 0626,8   | 5                | 0509,8 m: Katzenbuckel →(SW) Neckar-Tal                         | 72             | 259               | Hessen, Baden-Württemberg, Bayern        |
| Oderberger Endmoräne                    | Pimpinellenberg                              | 0119     | 1                | 0118,6 m: Pimpinellenberg →(NO) Oder-Tal                        | 10             | 64                | Brandenburg                              |
| Oderwald                                | Hungerberg                                   | 0205     | 1–2              | 0133,5 m: Hungerberg →(N) Oker-Tal                              | 9              | 93                | Niedersachsen                            |
| Ohmgebirge                              | Birkenberg                                   | 0533,4   | 2                | 0370,4 m: Birkenberg →(NW) Eller-Tal                            | 18             | 195               | Thüringen                                |
| Osburger Hochwald                       | Rösterkopf                                   | 0708,1   | 2                | 0577,5 m: Rösterkopf-Nordhang (701,5 m) →(N) Moseltal           | 12             | 181               | Rheinland-Pfalz                          |
| Osterwald                               | Fast                                         | 0421     | 1                | 0352 m: Fast →(NO) Leine-Tal                                    | 7              | 290               | Niedersachsen                            |
| Osterzgebirge                           | Loučná/Wieselstein (D: Kahleberg 905,1)      | 0955,9   | 4–5              | 0756,3 m: Loučná →(SO) Bouřlivec-Tal                            | 36             | 236               | Sachsen                                  |
| Pfälzerwald                             | Kalmit                                       | 0672,6   | 5                | 0561,6 m: Kalmit →(O) Schlittgraben-Niederung                   | 36             | 388               | Rheinland-Pfalz                          |
| Rabensteiner Höhenzug                   | Langenberger Höhe                            | 0484     | 1–2              | 0288,4 m: Langenberger Höhe →(N) Tal der Zwickauer Mulde        | 13             | 110               | Sachsen                                  |
| Rammert                                 | Hohwacht                                     | 0593,9   | 2                | 0262 m: Hohwacht →(NO) Neckar-Tal                               | 5              | 76                | Baden-Württemberg                        |
| Rauensche Berge                         | namenlos                                     | 0153,8   | 2                | 0118,8 m: (Koord.) →(NW) Spree-Tal                              | 40             | 105               | Brandenburg                              |
| Rehburger Berge                         | Brunnenberg                                  | 0161,4   | 1                | 0133,9 m: Brunnenberg →(NW) Weser-Tal                           | 9              | 93                | Niedersachsen                            |
| Reuberg                                 | namenlos                                     | 0328,2   | 1                | 0252,2 m: namenlos →(N) Leine-Tal                               | 4              | 122               | Niedersachsen                            |
| Reinhardswald                           | Staufenberg                                  | 0472,2   | 3                | 0363,2 m: Staufenberg →(N) Weser bei Lippoldsberg               | 17             | 221               | Hessen                                   |
| Reinsberge                              | Heydaer Berg (Halskappe)                     | 0605,4   | 1                | 0364,5 m: Reinsburg (604,9 m) →(N) Gera-Tal                     | 7              | 168               | Thüringen                                |
| Rekener Berge                           | Melchenberg                                  | 0134,3   | 1                | 093,3 m: Melchenberg →(W) Niederung der Bocholter Aa            | 8              | 52                | Nordrhein-Westfalen                      |
| Rheingaugebirge                         | Kalte Herberge                               | 0619,3   | 3                | 0533,7 m: Kalte Herberge →(W) Rhein                             | 17             | 269               | Hessen                                   |
| Rhön                                    | Wasserkuppe                                  | 0950,21  | 4–5              | 0717,9 m: Kreuzberg (927,9 m) →(SW) Fränkische Saale            | 59             | 583               | Bayern, Hessen, Thüringen                |
| Ringgau                                 | Rabenkuppe                                   | 0514,8   | 2                | 0359,8 m: Rabenkuppe →(NW) Werra-Tal                            | 14             | 188               | Hessen, Thüringen                        |
| Rotenberg                               | Rotenberg                                    | 0317,3   | 1                | 0172 m: Rotenberg →(W) Rhume-Tal                                | 2              | 26                | Niedersachsen                            |
| Rothaargebirge                          | Langenberg                                   | 0843,5   | 5                | 0535,5 m: Langenberg →(NW) Ruhr-Tal                             | 116            | 559               | Hessen, Nordrhein-Westfalen              |
| Ruhner Berge                            | Ruhner Berg                                  | 0176,8   | 2                | 0146,8 m: Ruhner Berg →(SW) Löcknitz-Niederung                  | 116            | 116               | Mecklenburg-Vorpommern                   |
| Saargau                                 | Wintersteinchen                              | 0447     | 3                | 0310,5 m: Wintersteinchen →(N) Saar-Tal                         | 4              | 225               | Saarland                                 |
| Saalhauser Berge                        | Himberg                                      | 0688,5   | 2                | 0449,5 m: Himberg →(W) Lenne-Tal                                | 4              | 257               | Nordrhein-Westfalen                      |
| Sackwald                                | Ahrensberg                                   | 0374     | 1-2              | 0289 m: Ahrensberg →(NW) Leine-Tal                              | 7              | 86                | Niedersachsen                            |
| Salzgitter-Höhenzug                     | Vier Berge                                   | 0322,9   | 2                | 0236,9 m: Vier Berge →(O) Oker-Tal                              | 5              | 110               | Niedersachsen                            |
| Sauberge                                | Vier Berge                                   | 0316,8   | 1                | 0240,8 m: Hammersteinshöhe →(NW) Innerste-Tal                   | 4              | 168               | Niedersachsen                            |
| Schlierbachswald                        | Hundsrück                                    | 0477,5   | 1–2              | 0327,5 m: Hundsrück →(N) Werra-Tal                              | 4              | 223               | Hessen                                   |
| Schiener Berg                           | namenlos                                     | 0716,9   | 1–2              | 0323,9 m: namenlos →(W) Hochrhein-Tal                           | 17             | 243               | Baden-Württemberg                        |
| Schmooksberg (Güstrow)                  | Schmooksberg                                 | 0127,5   | 1                | 0118,5 m: Schmooksberg →(SW) Nebel-Tal                          | 31             | 79                | Mecklenburg-Vorpommern                   |
| Schmücke                                | Künzelsberg                                  | 0380,1   | 1                | 0266,2 m: Künzelsberg →(SO) Unstrut-Tal                         | 16             | 195               | Thüringen                                |
| Schönbuch                               | Bromberg                                     | 0583,6   | 3                | 0276,6 m: Bromberg →(SO) Neckar-Tal                             | 14             | 109               | Baden-Württemberg                        |
| Schönfelder Hochland                    | Triebenberg                                  | 0383,1   | 1–2              | 0278,7 m: Triebenberg →(W) Elbtal                               | 10             | 110               | Sachsen                                  |
| Schurwald                               | Kernen                                       | 0512,7   | 3                | 0292,2 m: Kernen →(NW) Neckar-Tal                               | 10             | 85                | Baden-Württemberg                        |
| Schwäbische Alb                         | Lemberg                                      | 1015,7   | 6                | 0550,6 m: Roßberg (869,6 m) →(NW) Neckar-Tal                    | 36             | 309               | Baden-Württemberg                        |
| Schwarzwald                             | Feldberg                                     | 1493,0   | 6                | 1171 m: Belchen (1414 m) →(NW) Oberrheinebene                   | 97             | 932               | Baden-Württemberg                        |
| Schwarzwälder Hochwald                  | Erbeskopf                                    | 0816,32  | 3                | 0627,32 m: Erbeskopf →(NW) Dhron-Tal                            | 113            | 572               | Rheinland-Pfalz, Saarland                |
| Selter                                  | Hohe Egge                                    | 0396     | 1                | 0308,5 m: Hohe Egge →(N) Leine-Tal                              | 4              | 167               | Niedersachsen                            |
| Seulingswald                            | Toter Mann                                   | 0480,3   | 2                | 0294,3 m: Toter Mann →(N) Fulda-Tal                             | 8              | 92                | Hessen                                   |
| Sieben Berge                            | Hohe Tafel                                   | 0395     | 1                | 0324 m: Hohe Tafel →(N) Leine-Tal                               | 11             | 203               | Niedersachsen                            |
| Siebengebirge                           | Großer Ölberg                                | 0460,7   | 1-2              | 0415,7 m: Großer Ölberg →(NW) Rhein-Tal                         | 22             | 220               | Nordrhein-Westfalen                      |
| Solling                                 | Große Blöße                                  | 0527,8   | 3                | 0445,8 m: Große Blöße →(NW) Weser-Tal                           | 45             | 332               | Niedersachsen                            |
| Söhre                                   | Hirschberg                                   | 0643,4   | 2                | 0507,4 m: Hirschberg →(NO) Werra bei Witzenhausen               | 6              | 257               | Hessen                                   |
| Soonwald                                | Ellerspring                                  | 0656,8   | 3                | 0476,8 m: Ellerspring →(SO) Ellerbach-Tal                       | 22             | 209               | Rheinland-Pfalz                          |
| Spaargebirge                            | Juchhöh                                      | 0191,9   | 1                | 098,3 m: Juchhöh →(NW) Elbe-Tal                                 | 1              | 85                | Sachsen                                  |
| Spessart                                | Geiersberg                                   | 0586     | 5                | 0444 m: Geiersberg →(W) Main-Tal                                | 48             | 206               | Bayern                                   |
| Steigerwald                             | Scheinberg                                   | 0498,5   | 4                | 0321 m: Scheinberg →(W) Main-Tal                                | 20             | 159               | Bayern                                   |
| Steinwald                               | Platte                                       | 0946,0   | 2                | 0512 m: Platte →(S) Fichtelnaab-Tal                             | 19             | 341               | Bayern                                   |
| Stemweder Berg                          | Kollwesshöh                                  | 0181,5   | 1                | 0144,5 m: Kollwesshöh →(N) Hunte-Niederung                      | 16             | 137               | Nordrhein-Westfalen, Niedersachsen       |
| Stölzinger Gebirge                      | Eisberg                                      | 0583,0   | 3                | 0393 m: Eisberg →(O) Wehre-Tal                                  | 10             | 191               | Hessen                                   |
| Stormarnsche Schweiz                    | Hahnheide                                    | 0102,4   | 2–3              | 087,4 m: Hahnheide 102,4 →(SW) Bille-Tal                        | 42             | 74                | Schleswig-Holstein                       |
| Stromberg                               | Baiselsberg                                  | 0477,3   | 2                | 0303,3 m: Baiselsberg →(O) Neckar-Tal                           | 18             | 198               | Baden-Württemberg                        |
| Stubnitz                                | Piekberg                                     | 0161,1   | 2                | 0161,1 m: Piekberg →(allseits) Ostsee                           | 102            | 161               | Mecklenburg                              |
| Süntel                                  | Hohe Egge                                    | 0442,5   | 1-2              | 0383,5 m: Hohe Egge →(W) Weser-Tal                              | 30             | 310               | Niedersachsen                            |
| Süchtelner Höhen                        | Spickelberg                                  | 087,5    | 1                | 058,5 m: Spickelberg →(N) Niederung der Niers                   | 17             | 25                | Nordrhein-Westfalen                      |
| Taunus                                  | Großer Feldberg                              | 0881,5   | 5                | 0766,5 m: Großer Feldberg →(SO) Schwalbach-Aue                  | 101            | 672               | Hessen, Rheinland-Pfalz                  |
| Teutoburger Wald                        | Barnacken                                    | 0446,8   | 4                | 0336,8 m: Barnacken →(N) Werre-Tal                              | 4              | 117               | Niedersachsen, Nordrhein-Westfalen       |
| Thüringer Schiefergebirge               | Großer Farmdenkopf                           | 0868,7   | 4                | 0534,6 m: Bleßberg (866,9 m) →(S) Froschgrund (Itztal)          | 21             | 169               | Thüringen                                |
| Thüringer Wald                          | Großer Beerberg                              | 0982,9   | 4                | 0679,1 m: Großer Inselsberg (916,5 m) →(NW) Hörsel-Tal          | 103            | 389               | Thüringen                                |
| Thüster Berg                            | Kanstein                                     | 0441     | 1                | 0370 m: Kanstein →(NO) Leine-Tal                                | 12             | 228               | Niedersachsen                            |
| Ville                                   | Eichelsang (Kottenforst)                     | 0180,5   | 3                | 0135,5 m: Eichelsang →(N) Rhein-Tal                             | 2              | 4                 | Nordrhein-Westfalen                      |
| Virngrund                               | Hornberg                                     | 0580,0   | 2                | 0175 m: Hornberg →(NW) Jagst-Tal                                | 14             | 56                | Baden-Württemberg                        |
| Vogelsberg                              | Taufstein                                    | 0773,0   | 4                | 0602 m: Hoherodskopf (763,8 m) →(W) Nidda-Tal                   | 44             | 411               | Hessen                                   |
| Vogler                                  | Ebersnacken                                  | 0460,4   | 1-2              | 0392,4 m: Ebersnacken →(NW) Weser-Tal                           | 9              | 200               | Niedersachsen                            |
| Vorberge                                | Hainberg                                     | 0353,0   | 1                | 0282 m: Hainberg →(N) Leine-Tal                                 | 2              | 37                | Niedersachsen                            |
| Vordere Rhön                            | Gebaberg                                     | 0750,7   | 4                | 0489,9 m: Gebaberg →(N) Werra-Tal                               | 13             | 223               | Thüringen                                |
| Vorderer Bayerischer Wald               | Einödriegel                                  | 1120,6   | 3                | 0810 m: Einödriegel →(S) Donau-Tal                              | 18             | 460               | Bayern                                   |
| Vorderer Odenwald                       | Neunkircher Höhe                             | 0605     | 3                | 0512 m: Neunkircher Höhe →(W) Winkelbach-Niederung              | 34             | 332               | Hessen                                   |
| Vorholz                                 | Knebelberg                                   | 0243     | 1–2              | 0178 m: Knebelberg →(NW) Innerste-Tal                           | 6              | 137               | Niedersachsen                            |
| Waldecker Wald                          | Weidelsberg                                  | 0492,3   | 3                | 0299,3 m: Weidelsberg →(N) Erpe-Tal                             | 7              | 140               | Hessen                                   |
| Waldenburger Berge                      | Mühlberg                                     | 0523,7   | 1-2              | 0319,1 m: Friedrichsberg (517,1 m) →(N) Kocher-Tal              | 14             | 55                | Baden-Württemberg                        |
| Welzheimer Wald                         | Hagberg                                      | 0586,9   | 3                | 0322,6 m: (Koord.) (557,6 m) →(NW) Murr-Tal                     | 16             | 124               | Baden-Württemberg                        |
| Weper                                   | Balos                                        | 0379     | 1                | 0273 m: Balos →(NO) Leine-Tal                                   | 3              | 88                | Niedersachsen                            |
| Westerwald                              | Fuchskaute                                   | 0657,3   | 5                | 0458,3 m: Fuchskaute →(NW) Heller-Tal                           | 28             | 221               | Rheinland-Pfalz                          |
| Wesergebirge                            | Paschenberg                                  | 0336     | 1                | 0286 m: Paschenberg →(W) Weser-Tal                              | 3              | 104               | Niedersachsen                            |
| Wettersteingebirge                      | Zugspitze                                    | 2962,06  | 2                | 2277 m: Zugspitze →(N) Loisach-Tal                              | 25             | 1746              | Bayern                                   |
| Wiehengebirge                           | Heidbrink                                    | 0319,6   | 2–3              | 0280 m: Heidbrink →(N) Rahden                                   | 26             | 240               | Niedersachsen, Nordrhein-Westfalen       |
| Wierener Berge                          | Hoher Berg                                   | 0136     | 1                | 0102,5 m: Hoher Berg →(N) Ilmenau-Tal                           | 11             | 45                | Niedersachsen                            |
| Windleite                               | Zimmerberg                                   | 0374,4   | 1                | 0274 m: Zimmerberg →(O) Bad Frankenhausen                       | 10             | 144               | Thüringen                                |
| Wingst                                  | Silberberg                                   | 074      | 1                | 074 m: Silberberg →(N) Nordsee                                  | 51             | 74                | Niedersachsen                            |
| Winterhauch                             | Heidenkopf                                   | 0607,6   | 1–2              | 0414,6 m: Heidenkopf →(NO) Nahe-Tal                             | 15             | 211               | Rheinland-Pfalz                          |
| Zauche                                  | Wietkiekenberg                               | 0124,7   | 1                | 095,4 m: Wietkiekenberg →(NW) Schwielowsee                      | 28             | 81                | Brandenburg                              |
| Zittauer Gebirge                        | Lausche                                      | 0792,9   | 1-2              | 0563,9 m: Lausche →(NO) Mandau-Tal                              | 26             | 380               | Sachsen                                  |
| Zitterwald                              | Weißer Stein                                 | 0691,1   | 3                | 0295,3 m: Weißer Stein →(NO) Olef-Tal                           | 15             | 122               | Nordrhein-Westfalen                      |
| Wöllsteiner Hügelland                   | Steigerberg                                  | 227,50   | 2                | 130,5 m: Stiegerberg -> (N) Wiesbachtal                         | 3,1            | 66                | Rheinland-Pfalz                          |